# دوري سانت كيتس ونيفيس لكرة القدم 2016-17
دوري سانت كيتس ونيفيس لكرة القدم 2016-17 هو موسم من دوري سانت كيتس ونيفيس لكرة القدم. كان عدد الأندية المشاركة فيه 10، وفاز فيه Cayon Rockets ‏.